# Partenaire européen
En politique, on entend par partenaire européen tout pays qui va aider l'Union européenne à faire appliquer ses politiques extérieures selon des critères prédéterminés.

## Contexte
Depuis le traité de Maastricht, l'Union européenne repose sur trois piliers relevant de procédures de décisions différentes et de degrés différents de « communautarisation » (confère méthode communautaire). On parle donc de politiques fortement intégrées pour lesquelles les décisions sont prises par les institutions communautaires (c'est le cas de la PAC), de politiques faiblement intégrées pour lesquelles les États membres n'ont pas transféré la totalité de leurs prérogatives (la santé publique, les réseaux trans-européens...) et enfin de politiques intergouvernementales, comme la Politique étrangère et de sécurité commune (PESC) et la coopération policière et judiciaire en matière pénale, pour lesquelles les États membres conservent leur souveraineté.

## Partenaires européens stratégiques

### États-Unis
Aujourd’hui, les États-Unis et l’Union européenne sont chacun le premier partenaire commercial de l’autre. Sur le plan politique, ils partagent très largement les mêmes valeurs et les mêmes objectifs. Sans occulter leurs différences d’approche, l’Union européenne et les États-Unis ont tout à gagner à un partenariat leur permettant d’aborder tous les sujets afin de faire avancer la stabilité dans le monde.

### Russie
La Russie entretient avec l’Union européenne une relation fondée sur un accord de partenariat et de coopération conclu en 1994. Le sommet Union européenne-Russie de Saint-Pétersbourg de mai 2003, qui a réuni l’ensemble des chefs d’État ou de gouvernement de l’Union européenne, y compris à l’époque, les dix pays adhérents, avec le président Poutine à l’occasion du tricentenaire de la création de la ville, a rehaussé le niveau d’ambition politique de cette relation en établissant un partenariat stratégique prévoyant la création de quatre espaces communs de coopération, sur une initiative de la France et de l’Allemagne. Le sommet de Moscou du 10 mai 2005 a adopté les quatre feuilles de route posant les règles de mise en œuvre de ces espaces communs. 

### Chine
Les relations entre l’Union européenne et la Chine demeurent fondées sur un accord de coopération et de commerce signé en 1985. La Commission européenne a été mandatée en décembre 2005 pour négocier un nouvel accord-cadre de partenariat et de coopération. Outre la négociation de ce nouvel accord, l’un des enjeux majeurs de la relation Union européenne-Chine actuellement, au vu de la montée en puissance économique de la Chine, est la question de l’octroi à ce pays du statut d’économie de marché. 

### Canada
Les relations formelles entre le Canada et l’Union européenne remontent aux premiers jours de l’intégration européenne. De très nombreuses valeurs partagées par les deux partenaires sont la base d’un dialogue politique nourri et d’une coopération étroite dans les affaires internationales. La fin de l’année 2005 a été marquée par l’approfondissement de la collaboration Union européenne-Canada en matière de sécurité.

### Japon
Le Japon est un partenaire historique de l’Union européenne en Asie. La relation politique est construite sur une proximité de vues sur les principaux enjeux internationaux (promotion d’un multilatéralisme effectif, questions régionales, etc.). Elle repose sur un dialogue dense en format troïka, à tous les niveaux, depuis le sommet annuel au niveau des Chefs d’État jusqu’aux rencontres entre experts des groupes régionaux (Afrique, Proche-Orient, etc.). Un dialogue stratégique sur la sécurité en Asie orientale a également été lancé en 2005 au niveau des experts. Un plan d’action, lancé et préparé sous présidence française de l’Union européenne en 2000 et adopté en 2001, structure les différents champs de la relation.

### Inde
Institutionnalisées anciennement (sommet annuel depuis 1993), les relations entre l’Union européenne et l’Inde ont pris de l’essor ces dernières années avec l’engagement sur la voie du partenariat stratégique lors du sommet de La Haye en novembre 2004 et l’adoption d’un plan d’action assorti d’objectifs concrets.

## Compléments